# Arkhànguelovka
Arkhànguelovka (en rus: Архангеловка) és un poble del krai de Primórie, a l'Extrem Orient de Rússia, que en el cens del 2010 tenia 57 habitants.